# Tarp (gmina)
Tarp – miejscowość i gmina w Niemczech w kraju związkowym Szlezwik-Holsztyn, w powiecie Schleswig-Flensburg, siedziba urzędu Oeversee.